# Gigaton
Gigaton — одиннадцатый студийный альбом американской рок-группы Pearl Jam, выпущенный 27 марта 2020 года. Ему предшестововали синглы «Dance of the Clairvoyants», «Superblood Wolfmoon» и «Quick Escape». Это первый альбом группы за семь лет.  Обложка была сделана фотографом Полом Никленом. Релиз альбома должен был совпасть с североамериканским туром, но тем не менее из-за пандемии коронавируса он был перенесён на 2022 год.

## Об альбоме и запись
Продюсер Джош Эванс рассказал Джонатану Коэну из Variety, что «Seven O’Clock» был собран из разных частей репетиционных сессий, а потом были наложены новые элементы. Вокал Эдди Веддера на сольной акустической песне «Comes Then Goes» был записан с первого дубля, а фисгармония 1850-х годов, прозвучавшая на демозаписи 2015 года «River Cross» была сохранена для студийной версии.

## Отзывы критиков
| Совокупная оценка    | Совокупная оценка |
| Источник             | Оценка            |
| -------------------- | ----------------- |
| AnyDecentMusic?      | 7.5/10            |
| Metacritic           | 80/100            |
| Оценки критиков      |                   |
| Источник             | Оценка            |
| AllMusic             | [ 17 ]            |
| The Guardian         | [ 18 ]            |
| Consequence of Sound | B+                |
| Entertainment Weekly | B+                |
| Flood Magazine       | 8/10              |
| Kerrang!             | [ 22 ]            |
| Mojo                 | [ 23 ]            |
| NME                  | [ 24 ]            |
| Rolling Stone        | [ 2 ]             |
| Spin                 | [ 25 ]            |

Gigaton получил положительные отзывы критиков, отмеченных сайтом-агрегатором Metacritic. Релиз получил средневзвешенную оценку в 80 из 100, основываясь на 26 обзорах. Критик из AllMusic Стивен Томас Эрлевайн поставил рейтинг в 4 звезды из 5, отметив, что три его основных момента — это «Who Ever Said», «Dance of the Clairvoyants» и «Never Destination». Рецензент из Rolling Stone Кори Гроу также дал альбому положительный отзыв, аналогично поставив ему 4 из 5 звезд. Он написал, что Gigaton «замечательный, вдохновляющий пример взрослого гранжа». Рецензент Spin Джон Пол Баллок также положительно отнёсся к альбому, написав, что «У Gigaton есть что-то для каждого. Это сложный, динамичный альбом, полный серьёзных эмоций и тонкого юмора». Также позитивный обзор сделал Mojo, добавив: «Сильный и свободный, политический и личный, Pearl Jam установили баланс абсолютно правильно.»
Рецензент из Kerrang! Джордж Гарнер хорошо оценил альбом, написав: «Это самый воодушевлённый альбом Pearl Jam с 2006 года. Это их самый изобретательный в музыкальном плане альбом с 1998 года. И в силу своих тем он наиболее остро необходим за всю их карьеру». Одним словом, это триумф «. Гарнер также отметил, что Gigaton „мчится вдоль так быстро, что при первом прослушивании легко пропустить детали, которые делают его таким особенным.“
Делая рецензию для The A.V. Club, Алекс Маклеви поставил альбому оценку B, покритиковав его за неровность, но похвалив группу за музыкальные эксперименты и написав, что он «выделяется по сравнению с несколькими более поздними альбомами Pearl Jam из-за улучшенного соотношения попаданий и промахов на задней половине». Критик Мэтт Меллис из Consequence of Sound  поставил альбому оценку B+, отметив, что тремя лучшими песнями из Gigaton были «Superblood Wolfmoon», «Quick Escape» и «Retrograde».
Стив Лампарис из The Line of Best Fit посчитал Gigaton самым экспериментальным альбомом группы и дал оценку 8 из 10. Том Халл был менее впечатлён альбомом, поставив ему отметку B и сказав, что «не плохо, не особенно интересно и под конец мне напомнили, как утомителен голос Эдди Веддера.»

### Награды
| Публикация           | Награда                                              | Классификация | Источник |
| -------------------- | ---------------------------------------------------- | ------------- | -------- |
| Mojo                 | 75 лучших альбомов 2020 года                         | 44            | [ 30 ]   |
| Consequence of Sound | 50 лучших альбомов 2020 года                         | 10            | [ 31 ]   |
| Insider              | 10 лучших рок-альбомов 2020 года                     | 5             | [ 32 ]   |
| Spin                 | 30 лучших альбомов середины 2020 года по версии Spin | Нет данных    | [ 33 ]   |

## Коммерческий успех
В американском чарте Billboard 200 Gigaton занял пятое место, разойдясь тиражом в 63000 альбомно-эквивалентных единиц, став таким образом двенадцатым альбомом группы в топ-10. Из этой суммы было продано 14000 виниловых копий, что является вторым по величине еженедельным объемом продаж винила в 2020 году.
По состоянию на март 2024 года в США было продано 172 000 эквивалентных альбомных единиц.

## Список композиций
Все тексты написаны Эдди Веддером, кроме отмеченных.
| №                   | Название                    | Текст песни         | Музыка                                                          | Длительность |
| ------------------- | --------------------------- | ------------------- | --------------------------------------------------------------- | ------------ |
| 1.                  | «Who Ever Said»             |                     | Веддер                                                          | 5:11         |
| 2.                  | «Superblood Wolfmoon»       |                     | Веддер                                                          | 3:49         |
| 3.                  | «Dance of the Clairvoyants» |                     | Джефф Амент, Мэтт Кэмерон, Стоун Госсард, Майк Маккриди, Веддер | 4:26         |
| 4.                  | «Quick Escape»              |                     | Амент                                                           | 4:47         |
| 5.                  | «Alright»                   | Амент               | Амент                                                           | 3:44         |
| 6.                  | «Seven O'Clock»             |                     | Амент, Госсард, Маккриди, Веддер                                | 6:14         |
| 7.                  | «Never Destination»         |                     | Веддер                                                          | 4:17         |
| 8.                  | «Take the Long Way»         | Кэмерон             | Кэмерон                                                         | 3:42         |
| 9.                  | «Buckle Up»                 | Госсард             | Госсард                                                         | 3:37         |
| 10.                 | «Comes Then Goes»           |                     | Веддер                                                          | 6:02         |
| 11.                 | «Retrograde»                |                     | Маккриди                                                        | 5:22         |
| 12.                 | «River Cross»               |                     | Веддер                                                          | 5:53         |
| Общая длительность: | Общая длительность:         | Общая длительность: | Общая длительность:                                             | 57:03        |

## Участники записи
Pearl Jam
- Джефф Амент — бас-гитара, клавишные и гитара на «Dance of the Clairvoyants» и «Quick Escape», барабанная петля на «Quick Escape», клавишные на «Alright» и «Seven O’Clock», калимба на «Alright» и «River Cross», программирование на "Seven O’Clock, " фортепиано на «Buckle Up», производство, оформление
- Мэтт Кэмерон — ударные, программирование ударных на «Dance of the Clairvoyants», гитара на «Alright» и «Take the Long Way», вокал и программирование на «Take the Long Way», производство
- Стоун Госсард — гитара, бас-гитара на «Dance of the Clairvoyants», перкуссия на «Buckle Up», вокал на «Buckle Up», клавишные на «Retrograde», производство
- Майк Маккриди — гитара, перкуссия на «Dance of the Clairvoyants», клавишные на «Retrograde», производство
- Эдди Веддер — основной вокал, клавишные на «Seven O’Clock», фисгармония на «River Cross», производство, оформление, текст

Дополнительный персонал
- Ames Bros. — текст
- Джон Бартон — звукорежиссёр
- Джош Эванс — клавишные на «Superblood Wolfmoon», «Never Destination», «Buckle Up» и «River Cross», программирование ударных на «Alright», производство
- Мэган Грендалл — бэк-вокал на «Take the Long Way»
- Боб Людвиг — мастеринг
- Пол Никлен — фотография
- Брендон О'Брайан[англ.] — клавишные на «Quick Escape» и «Retrograde»
- Джо Спикс — оформление

## Чарты
| Чарт (2020)                                   | Высшая позиция |
| --------------------------------------------- | -------------- |
| Австралия (ARIA)                              | 3              |
| Австрия (Ö3 Austria)                          | 1              |
| Бельгия/Фландрия (Ultratop)                   | 4              |
| Бельгия/Валлония (Ultratop)                   | 2              |
| Канада (Canadian Albums Chart)                | 5              |
| Хорватия (IFPI)                               | 1              |
| Чехия (ČNS IFPI)                              | 12             |
| Дания (Hitlisten)                             | 6              |
| Нидерланды (Album Top 100)                    | 2              |
| Финляндия (Suomen virallinen lista)           | 5              |
| Франция (SNEP)                                | 34             |
| Германия (Offizielle Top 100)                 | 3              |
| Греция (IFPI)                                 | 1              |
| Венгрия (MAHASZ)                              | 6              |
| Ирландия (Irish Albums Chart)                 | 6              |
| Италия (Classifica album)                     | 1              |
| Япония (Oricon)                               | 30             |
| Новая Зеландия (RMNZ)                         | 6              |
| Норвегия (VG-lista)                           | 4              |
| Польша (ZPAV)                                 | 6              |
| Португалия (AFP)                              | 1              |
| Шотландия (Scottish Albums Chart)             | 3              |
| Испания (PROMUSICAE)                          | 1              |
| Швеция (Sverigetopplistan)                    | 10             |
| Швейцария (Schweizer Hitparade)               | 2              |
| Великобритания (UK Albums Chart)              | 6              |
| Великобритания (UK Rock & Metal Albums Chart) | 1              |
| США (Billboard 200)                           | 5              |
| США (Billboard Top Alternative Albums)        | 1              |
| США (Billboard Top Hard Rock Albums)          | 1              |
| США (Billboard Top Rock Albums)               | 1              |

| Чарт (2020)                         | Позиция |
| ----------------------------------- | ------- |
| Бельгия (Ultratop Flanders)         | 95      |
| Бельгия (Ultratop Wallonia)         | 159     |
| Швейцария (Schweizer Hitparade)     | 81      |
| США (US Top Rock Albums, Billboard) | 60      |